# Copa Libertadores 1989
W trzydziestej edycji Copa Libertadores udział wzięło 21 klubów reprezentujących wszystkie kraje zrzeszone w CONMEBOL. Każde z 10 państw wystawiło po 2 kluby, nie licząc broniącego tytułu urugwajskiego klubu Club Nacional de Football, który awansował do 1/8 finału bez gry.
Nacional nie tylko nie zdołał obronić tytułu, ale odpadł już w 1/8 finału, przegrywając dwumecz z krajowym rywalem Danubio FC. W finale nie zagrał żaden z klubów reprezentujących kraje należące do wielkiej trójki południowoamerykańskiego futbolu (Argentyna, Brazylia i Urugwaj). Po raz czwarty do finału dotarła drużyna z Kolumbii – po trzech finałowych występach klubu América Cali na najwyższym szczeblu zagrał Atlético Nacional. Przeciwnikiem był paragwajski klub Club Olimpia, który poznał już smak triumfu w Pucharze Wyzwolicieli. Ponieważ oba kluby wygrały na własnym boisku różnicą 2 bramek, triumfatora turnieju wyłonił konkurs rzutów karnych. Olimpia uchodziła tu za mistrza, gdyż po drodze do finału dwukrotnie eliminowała rywali z pomocą rzutów karnych – w 1/8 finału był to argentyński klub Boca Juniors, a w półfinale brazylijski zespół Internacional Porto Alegre. W finale jednak lepiej rzuty karne egzekwowali piłkarze klubu Atlético Nacional i w ten sposób pierwszy raz w dziejach Copa Libertadores wygrała drużyna z Kolumbii.
W pierwszym etapie 20 klubów podzielono na 5 grup po 4 drużyny. Z każdej grupy do następnej rundy awansowały trzy najlepsze zespoły. Jako szesnasty klub do półfinału awansował broniący tytułu Nacional.
W 1/8 finału wylosowano osiem par, które wyłoniły ośmiu ćwierćfinalistów. W ćwierćfinale wylosowano cztery pary, które wyłoniły czterech półfinalistów. W półfinale dwie pary wyłoniły dwóch finalistów.
Żaden z klubów argentyńskich nie zdołał dotrzeć nawet do ćwierćfinału. W półfinale znalazł się brazylijski Internacional oraz urugwajski klub Danubio, który po bezbramkowym remisie u siebie został rozbity przez Atlético Nacional, przegrywając z kolumbijską drużyną w Medellín aż 0:6.

## 1/16 finału

### Grupa 1Chile,Paragwaj
| 23.02 Club Olimpia – Club Sol de América 0:0 |
| 24.02 CSD Colo-Colo – CD Cobreloa 0:2 - Jorge Muñoz (2) |
| 28.02 CSD Colo-Colo – Club Sol de América 3:1 - Sergio Mario Salgado (2), Rubén Alberto Espinoza – Teresio Faustino Centurión |
| 03.03 CD Cobreloa – Club Sol de América 1:0 - Juan Covarrubias |
| 07.03 Club Sol de América – CSD Colo-Colo 1:0 - Félix Antonino Almirón |
| 10.03 Club Olimpia – CSD Colo-Colo 2:0 - Jorge Villalba, Raúl Vicente Amarilla |
| 14.03 CSD Colo-Colo – Club Olimpia 2:0 - Sergio Mario Salgado, Marcelo Pablo Barticciotto |
| 17.03 CD Cobreloa – Club Olimpia 2:0 - Raúl Espíndola (2) |
| 20.03 Club Sol de América – CD Cobreloa 0:0 |
| 23.03 Club Olimpia – CD Cobreloa 2:0 - Rafael Bobadilla, Alfredo Damián Mendoza |
| 29.03 CD Cobreloa – CSD Colo-Colo 2:2 - Marcelo Antonio Trobbiani, Jorge Muñoz – Sergio Mario Salgado (2) |
| 30.03 Club Sol de América – Club Olimpia 5:4 - Víctor Genés (4), Hugo Rolando Brizuela – Raúl Vicente Amarilla (2), Alfredo Damián Mendoza, Carlos Luis Torres - Mecz próbowano rozegrać 29 marca, ale przerwano go w 24 minucie z powodu awarii światła. Mecz rozegrano następnego dnia, a obydwa zespoły uzyskały dokładnie taki wynik, który je premiował do następnej rundy. CONMEBOL ukarał oba kluby 5000 USD grzywny, ale wynik uznał. |

| Klub                | Mecze | Zw | Rem | Por | Pkt | BrZd | BrStr |
| ------------------- | ----- | -- | --- | --- | --- | ---- | ----- |
| CD Cobreloa         | 6     | 3  | 2   | 1   | 8   | 7    | 4     |
| Club Sol de América | 6     | 2  | 2   | 2   | 6   | 7    | 8     |
| Club Olimpia        | 6     | 2  | 1   | 3   | 5   | 8    | 9     |
| CSD Colo-Colo       | 6     | 2  | 1   | 3   | 5   | 7    | 8     |

### Grupa 2Brazylia,Wenezuela
| 19.02 Marítimo Caracas – Táchira San Cristóbal 0:1 - M. Villar                                                              |
| 21.02 Internacional Porto Alegre – EC Bahia 1:2 - Diego Vicente Aguirre – Zé Carlos, Gil Sergipano                          |
| 24.02 Táchira San Cristóbal – Internacional Porto Alegre 1:0 - Laureano Jaimes                                              |
| 02.03 Marítimo Caracas – Internacional Porto Alegre 1:1 - Hebert Márquez – Diego Vicente Aguirre                            |
| 04.03 Marítimo Caracas – EC Bahia 0:0                                                                                       |
| 07.03 Táchira San Cristóbal – EC Bahia 1:1 - C. Genovese – Gil Sergipano                                                    |
| 12.03 Táchira San Cristóbal – Marítimo Caracas 2:0 - Carlos Fabián Maldonado, Adolfo Becerra                                |
| 14.03 EC Bahia – Internacional Porto Alegre 1:0 - Charles                                                                   |
| 17.03 EC Bahia – Marítimo Caracas 3:2 - Charles (2), Osmar – Polanco, Hebert Márquez                                        |
| 21.03 Internacional Porto Alegre – Marítimo Caracas 3:0 - Winck, Luis Fernando, Edú Lima                                    |
| 24.03 EC Bahia – Táchira San Cristóbal 4:1 - Zé Carlos, Osmar, Charles, Marquinhos – Carlos Fabián Maldonado                |
| 28.03 Internacional Porto Alegre – Táchira San Cristóbal 3:1 - Diego Vicente Aguirre, Luis Fernando, Edú Lima – C. Genovese |

| Klub                       | Mecze | Zw | Rem | Por | Pkt | BrZd | BrStr |
| -------------------------- | ----- | -- | --- | --- | --- | ---- | ----- |
| EC Bahia                   | 6     | 4  | 2   | 0   | 10  | 11   | 5     |
| Táchira San Cristóbal      | 6     | 3  | 1   | 2   | 7   | 7    | 8     |
| Internacional Porto Alegre | 6     | 2  | 1   | 3   | 5   | 8    | 6     |
| Marítimo Caracas           | 6     | 0  | 2   | 4   | 2   | 3    | 10    |

### Grupa 3Kolumbia,Ekwador
| 12.02 Emelec Guayaquil – Deportivo Quito 1:0 - Cristóbal Nazareno                                                              |
| 16.02 Millonarios FC – Atlético Nacional 1:1 - Rubén Darío Hernández – José René Higuita                                       |
| 21.02 Emelec Guayaquil – Atlético Nacional 1:1 - Miguel Falero – John Jairo Tréllez                                            |
| 24.02 Deportivo Quito – Atlético Nacional 1:1 - Alex Darío Aguinaga – José René Higuita                                        |
| 28.02 Emelec Guayaquil – Millonarios FC 0:2 - Milton Bernal, Rubén Darío Hernández                                             |
| 03.03 Deportivo Quito – Millonarios FC 0:0                                                                                     |
| 07.03 Atlético Nacional – Millonarios FC 0:2 - Arnoldo Alberto Iguarán (2)                                                     |
| 10.03 Deportivo Quito – Emelec Guayaquil 1:0 - Alex Darío Aguinaga                                                             |
| 14.03 Atlético Nacional – Deportivo Quito 2:1 - Jaime Arango, Andrés Escobar – Alex Darío Aguinaga                             |
| 17.03 Millonarios FC – Deportivo Quito 3:1 - Arnoldo Alberto Iguarán, Cerveleón Cuesta, Óscar Eduardo Juárez – José Luis Pavón |
| 28.03 Atlético Nacional – Emelec Guayaquil 3:1 - Luis Alfonso Fajardo, Albeiro Usuriaga, John Jairo Tréllez – Miguel Falero    |
| 31.03 Millonarios FC – Emelec Guayaquil 4:1 - Carlos Enrique Estrada, Campaña, Milton Bernal (2) – Ney Raúl Avilés             |

| Klub              | Mecze | Zw | Rem | Por | Pkt | BrZd | BrStr |
| ----------------- | ----- | -- | --- | --- | --- | ---- | ----- |
| Millonarios FC    | 6     | 4  | 2   | 0   | 10  | 12   | 3     |
| Atlético Nacional | 6     | 2  | 3   | 1   | 7   | 8    | 7     |
| Deportivo Quito   | 6     | 1  | 2   | 3   | 4   | 4    | 7     |
| Emelec Guayaquil  | 6     | 1  | 1   | 4   | 3   | 4    | 11    |

### Grupa 4Argentyna,Peru
| 12.02 Club Sporting Cristal – Universitario de Deportes 1:0 - César Martín Dall'Orso                                                            |
| 12.02 Boca Juniors – Racing Club de Avellaneda 0:0                                                                                              |
| 20.02 Universitario de Deportes – Boca Juniors 1:0 - Alfonso Orlando Yáñez                                                                      |
| 23.02 Club Sporting Cristal – Boca Juniors 1:0 - Roberto Arrelucea                                                                              |
| 28.02 Universitario de Deportes – Racing Club de Avellaneda 2:1 - Fidel Suárez, Leoncio Cervera – Mario Hernán Videla                           |
| 02.03 Club Sporting Cristal – Racing Club de Avellaneda 1:2 - Francesco Paolo Manassero – Rubén Walter Paz, José Raúl Iglesias                  |
| 08.03 Racing Club de Avellaneda – Boca Juniors 2:3 - Ramón Ismael Medina Bello, Rubén Walter Paz – Jorge Alberto Comas (2), Carlos Daniel Tapia |
| 08.03 Universitario de Deportes – Club Sporting Cristal 4:0 - Fidel Suárez (2), Juvenal Briceño, Leoncio Cervera                                |
| 14.03 Boca Juniors – Universitario de Deportes 2:0 - Jorge Alberto Comas, Ivar Gerardo Stafusa                                                  |
| 17.03 Racing Club de Avellaneda – Universitario de Deportes 2:0 - Miguel Ángel Colombatti, Norberto Daniel Ortega Sánchez                       |
| 21.03 Boca Juniors – Club Sporting Cristal 4:3 - Jorge Alberto Comas (3), Alfredo Óscar Graciani – Mario Lobo (2), Francesco Paolo Manassero    |
| 24.03 Racing Club de Avellaneda – Club Sporting Cristal 2:0 - Miguel Ángel Colombatti, Norberto Daniel Ortega Sánchez                           |

- z powodu równej liczby punktów rozegrano mecz o pierwsze miejsce

| 29.03 Boca Juniors – Racing Club de Avellaneda 3:1 - Diego Fernando Latorre, Luis Ernesto Abramovich, Ivar Gerardo Stafusa – Norberto Daniel Ortega Sánchez |

| Klub                      | Mecze | Zw | Rem | Por | Pkt | BrZd | BrStr |
| ------------------------- | ----- | -- | --- | --- | --- | ---- | ----- |
| Boca Juniors              | 6     | 3  | 1   | 2   | 7   | 9    | 7     |
| Racing Club de Avellaneda | 6     | 3  | 1   | 2   | 7   | 9    | 6     |
| Universitario de Deportes | 6     | 3  | 0   | 3   | 6   | 7    | 6     |
| Club Sporting Cristal     | 6     | 2  | 0   | 4   | 4   | 6    | 12    |

### Grupa 5Boliwia,Urugwaj
| 17.02 Danubio FC – CA Peñarol 4:1 - Rubén Fernando da Silva (2), Rubén Fabián Pereira (2) – Carlos Alberto Aguilera |
| 17.02 Club Bolívar – Club The Strongest 0:0                                                                         |
| 21.02 Club The Strongest – CA Peñarol 1:2 - Mario Ortega – Carlos Alberto Aguilera, Adolfo Barán                    |
| 24.02 Club Bolívar – CA Peñarol 3:0 - Carlos Ángel López, Erwin Sánchez, Luis Fernando Salinas                      |
| 28.02 Club The Strongest – Danubio FC 1:0 - Mario Ortega                                                            |
| 03.03 Club Bolívar – Danubio FC 3:1 - Erwin Sánchez (2), Jorge Alberto Hirano – Gustavo Dalto                       |
| 08.03 Club The Strongest – Club Bolívar 0:0                                                                         |
| 08.03 CA Peñarol – Danubio FC 2:0 - Carlos Alberto Aguilera (2)                                                     |
| 14.03 Danubio FC – Club Bolívar 1:0 - Edison Suárez                                                                 |
| 17.03 CA Peñarol – Club Bolívar 5:0 - Carlos Alberto Aguilera (3), Gabriel Cedrés, Adolfo Barán                     |
| 21.03 Danubio FC – Club The Strongest 1:0 - Rubén Fabián Pereira                                                    |
| 24.03 CA Peñarol – Club The Strongest 1:1 - Carlos Alberto Aguilera – Eligio Martínez                               |

| Klub               | Mecze | Zw | Rem | Por | Pkt | BrZd | BrStr |
| ------------------ | ----- | -- | --- | --- | --- | ---- | ----- |
| CA Peñarol         | 6     | 3  | 1   | 2   | 7   | 11   | 9     |
| Danubio FC         | 6     | 3  | 0   | 3   | 6   | 7    | 7     |
| Club Bolívar       | 6     | 2  | 2   | 2   | 6   | 6    | 7     |
| Club The Strongest | 6     | 1  | 3   | 2   | 5   | 3    | 4     |

### Obrońca tytułu
| Club Nacional de Football jako obrońca tytułu awansował do 1/8 finału bez gry |

## 1/8 finału
| Atlético Nacional – Racing Club de Avellaneda 2:0 i 1:2 1. 05.04 John Jairo Tréllez, León Fernando Villa 2. 12.04 Felipe Pérez – Marcelo Asteggiano, José Raúl Iglesias |
| Club Bolívar – Millonarios FC 1:0 i 2:3, karne 3:4 1. 05.04 Jorge Alberto Hirano 2. 12.04 Jorge Alberto Hirano, Carlos Ángel López – Rubén Darío Hernández (2), Milton Bernal 3. karne: Carlos Fernando Borja (+), Christian Juan Angeletti (+), Miguel Ángel Rimba (+), Carlos Ángel López (-), Cuevas (-) – Cerveleón Cuesta (+), Mario Vanemerak (+), Óscar Eduardo Juárez (+), Rubén Darío Hernández (+), Carlos Enrique Estrada (-) |
| Deportivo Quito – CD Cobreloa 0:0 i 0:1 1. 05.04 0:0 2. 12.04 Ruiz s |
| Club Nacional de Football – Danubio FC 0:0 i 1:3 1. 06.04 0:0 2. 12.04 Olivera – Daniel Florencio Sánchez, Gustavo Dalto, Rubén Fernando da Silva |
| Internacional Porto Alegre – CA Peñarol 6:2 i 2:1 1. 05.04 Nílson Esídio (2), Hêider (2), Norton (2) – Adolfo Barán, Carlos Alberto Aguilera 2. 12.04 Edú Lima, Diego Vicente Aguirre – Carlos Alberto Aguilera |
| Universitario de Deportes – EC Bahia 1:1 i 1:2 1. 06.04 Eduardo Rey Muñoz – Osmar 2. 13.04 José Guillermo Del Solar – Marquinhos, Charles |
| Club Sol de América – Táchira San Cristóbal 3:0 i 0:3, karne 3:2 1. 05.04 Hugo Rolando Brizuela (2), Elías Leguizamón 2. 12.04 Carlos Fabián Maldonado (3) 3. karne: Félix Antonino Almirón (+), Víctor Genés (+), Elías Leguizamón (+), Heradio Espinoza (-), Fernando Britos (-) – Laureano Jaimes (+), C. Genovese (+), Rubén Bachini (-), Carlos Fabián Maldonado (-), Miguel Oswaldo González (-) |
| Club Olimpia – Boca Juniors 2:0 i 3:5, karne 7:6 1. 05.04 Raúl Vicente Amarilla (2) 2. 12.04 Raúl Vicente Amarilla (2), Alfredo Damián Mendoza – Walter Osvaldo Perazzo (3), Jorge Alberto Comas, Richard Edunio Tavares 3. karne: Ever Hugo Almeida (+), Herib Yamil Chamas (+), Carlos Guirland (+), Raúl Vicente Amarilla (+), Fermin Balbuena (+), Carlos Vidal Sanabria (+), Jorge Alberto Guasch (+), Fidel Miño (-), Evaristo Portela (-) – Alfredo Óscar Graciani (+), Jorge Alberto Comas (+), José Luis Cuciuffo (+), Carlos Daniel Tapia (+), Diego Fernando Latorre (+), Juan Ernesto Simón (+), Walter Osvaldo Perazzo (-), José Luis Villarreal (-), Richard Edunio Tavares (-) |

## 1/4 finału
| Atlético Nacional – Millonarios FC 1:0 i 1:1 1. 19.04 Albeiro Usuriaga 2. 26.04 John Jairo Tréllez – Carlos Enrique Estrada |
| CD Cobreloa – Danubio FC 0:2 i 1:2 1. 19.04 Gustavo Dalto, Rubén Fernando da Silva 2. 26.04 Marcelo Antonio Trobbiani – Rubén Fernando da Silva, Gustavo Dalto                                                                                            |
| Internacional Porto Alegre – EC Bahia 1:0 i 0:0 1. 19.04 Diego Vicente Aguirre 2. 26.04 0:0 |
| Club Olimpia – Club Sol de América 2:0 i 4:4 1. 19.04 Gustavo Alfredo Neffa, Carlos Luis Torres 2. 26.04 Raúl Vicente Amarilla (2), Gabriel González, Gustavo Alfredo Neffa – Vicente Fariña, Alejandro Cano, Félix Ricardo Torres, Hugo Rolando Brizuela |

## 1/2 finału
| Danubio FC – Atlético Nacional 0:0 i 0:6 1. 10.05 0:0 2. 17.05 Albeiro Usuriaga (4), Alexis Enrique García, Níver Arboleda |
| Club Olimpia – Internacional Porto Alegre 0:1 i 3:2, karne 5:3 1. 10.05 Luis Fernando 2. 17.05 Alfredo Damián Mendoza, Raúl Vicente Amarilla, Gustavo Alfredo Neffa – Dacrose, Luis Fernando 3. karne: Ever Hugo Almeida (+), Gustavo Adolfo Benítez (+), César Castro (+), Rafael Bobadilla (+), Raúl Vicente Amarilla (+) – Edú Lima (+), Hêider (+), Norton (+), Leomir (-) |

## FINAŁ
| Club Olimpia – Atlético Nacional 2:0 i 0:2, karne 4:5 - drugi mecz rozegrano w Bogocie, gdyż stadion klubu Independiente Medellin Estadio Atanasio Girardot na którym Atlético Nacional gra na co dzień nie posiadał wymaganego minimum pojemności na mecz finałowy, czyli 55 000 miejsc. |
| 24 maja 1989 Asunción Estadio Defensores del Chaco (45 000) Club Olimpia – Atlético Nacional 2:0 (1:0) Sędzia: José Roberto Wright (Brazylia) Bramki: 1:0 Rafael Bobadilla 36, 2:0 Carlos Vidal Sanabria 60 Club Olimpia: Ever Hugo Almeida – Fidel Miño, Gustavo Adolfo Benítez, Herib Yamil Chamas, Roberto Krauseman, Carlos Vidal Sanabria (Fermin Balbuena), Jorge Alberto Guasch, Gustavo Alfredo Neffa, Rafael Bobadilla, Raúl Vicente Amarilla, Alfredo Damián Mendoza (Gabriel González). Trener: Luis Cubilla. Corporación Deportiva Club Atlético Nacional: José René Higuita – Gildardo Biderman Gómez, Luis Carlos Perea, Andrés Escobar, León Fernando Villa (46 John Jairo Carmona), Felipe Pérez, Leonel de Jesús Alvarez, Luis Alfonso Fajardo, Alexis Enrique García, Albeiro Usuriaga, Jaime Arango (62 Níver Arboleda). Trener: Francisco Antonio Maturana |
| 31 maja 1989 Bogota Estadio Nemesio Camacho El Campín (50 000) Atlético Nacional – Club Olimpia 2:0 (1:0), karne 5:4 Sędzia: Juan Carlos Loustau (Argentyna) Bramki: 1:0 Fidel Miño 36s, 2:0 Albeiro Usuriaga 46 Karne: Andrés Escobar (+), Albeiro Usuriaga (+), John Jairo Tréllez (+), José René Higuita (+), Leonel de Jesús Alvarez (+), Alexis Enrique García (-), Felipe Pérez (-), Gildardo Biderman Gómez (-), Luis Carlos Perea (-) – Gustavo Adolfo Benítez (+), Herib Yamil Chamas (+), Alfredo Damián Mendoza (+), Raúl Vicente Amarilla (+), Ever Hugo Almeida (-), Gabriel González (-), Fermin Balbuena (-), Carlos Vidal Sanabria (-). Corporación Deportiva Club Atlético Nacional: José René Higuita – John Jairo Carmona, Luis Carlos Perea, Andrés Escobar, Gildardo Biderman Gómez, Leonel de Jesús Alvarez, Luis Alfonso Fajardo (85 Níver Arboleda), Alexis Enrique García, Jaime Arango (46 Felipe Pérez), Albeiro Usuriaga, John Jairo Tréllez. Trener: Francisco Antonio Maturana. Club Olimpia: Ever Hugo Almeida – Fidel Miño, Gustavo Adolfo Benítez, Herib Yamil Chamas, Roberto Krauseman, Carlos Vidal Sanabria, Jorge Alberto Guasch, Gustavo Alfredo Neffa (Gabriel González), Rafael Bobadilla (Fermin Balbuena), Raúl Vicente Amarilla, Alfredo Damián Mendoza. Trener: Luis Cubilla |

## Klasyfikacja
Poniższa tabela ma charakter statystyczny. O kolejności decyduje na pierwszym miejscu osiągnięty etap rozgrywek, a dopiero potem dorobek bramkowo-punktowy. W przypadku klubów, które odpadły w rozgrywkach grupowych o kolejności decyduje najpierw miejsce w tabeli grupy, a dopiero potem liczba zdobytych punktów i bilans bramkowy.
| Poz                                                                      | Klub                       | Mecze | Zw | Rem | Por | Pkt | BrZd | BrStr |
| ------------------------------------------------------------------------ | -------------------------- | ----- | -- | --- | --- | --- | ---- | ----- |
| 1                                                                        | Atlético Nacional          | 14    | 6  | 5   | 3   | 17  | 21   | 12    |
| 2                                                                        | Club Olimpia               | 14    | 6  | 2   | 6   | 14  | 24   | 23    |
| 3                                                                        | Internacional Porto Alegre | 12    | 6  | 2   | 4   | 14  | 20   | 12    |
| 4                                                                        | Danubio FC                 | 12    | 6  | 2   | 4   | 14  | 14   | 15    |
| 5                                                                        | Millonarios FC             | 10    | 5  | 3   | 2   | 13  | 16   | 8     |
| 6                                                                        | EC Bahia                   | 10    | 5  | 4   | 1   | 14  | 14   | 8     |
| 7                                                                        | CD Cobreloa                | 10    | 4  | 3   | 3   | 11  | 9    | 8     |
| 8                                                                        | Club Sol de América        | 10    | 3  | 3   | 4   | 9   | 14   | 17    |
| 9                                                                        | Boca Juniors               | 9     | 5  | 1   | 3   | 11  | 17   | 13    |
| 10                                                                       | Racing Club de Avellaneda  | 9     | 4  | 1   | 4   | 9   | 12   | 12    |
| 11                                                                       | Táchira San Cristóbal      | 8     | 4  | 1   | 3   | 9   | 10   | 11    |
| 12                                                                       | Club Bolívar               | 8     | 3  | 2   | 3   | 8   | 9    | 10    |
| 13                                                                       | Universitario de Deportes  | 8     | 3  | 1   | 4   | 7   | 9    | 9     |
| 14                                                                       | CA Peñarol                 | 8     | 3  | 1   | 4   | 7   | 14   | 17    |
| 15                                                                       | Deportivo Quito            | 8     | 1  | 3   | 4   | 5   | 4    | 8     |
| 16                                                                       | Club Nacional de Football  | 2     | 0  | 1   | 1   | 1   | 1    | 3     |
| 17                                                                       | CSD Colo-Colo              | 6     | 2  | 1   | 3   | 5   | 7    | 8     |
| 18                                                                       | Emelec Guayaquil           | 6     | 1  | 1   | 4   | 3   | 4    | 11    |
| 19                                                                       | Club Sporting Cristal      | 6     | 2  | 0   | 4   | 4   | 6    | 12    |
| 20                                                                       | Club The Strongest         | 6     | 1  | 3   | 2   | 5   | 3    | 4     |
| 21                                                                       | Marítimo Caracas           | 6     | 0  | 2   | 4   | 2   | 3    | 10    |
| Podsumowanie: 91 meczów, w tym 21 remisów, 231 bramek – 2.54 bramki/mecz |                            |       |    |     |     |     |      |       |